# Cabot (condado de Washington, Vermont)
Cabot es una villa ubicada en el condado de Washington en el estado estadounidense de Vermont. En el año 2010 tenía una población de 233 habitantes y una densidad poblacional de 80 personas por km².

## Geografía
Cabot se encuentra ubicada en las coordenadas 44°24′17″N 72°18′39″O / 44.40472, -72.31083.

## Demografía
Según la Oficina del Censo en 2000 los ingresos medios por hogar en la localidad eran de $45,417 y los ingresos medios por familia eran $54,583. Los hombres tenían unos ingresos medios de $35,625 frente a los $25,625 para las mujeres. La renta per cápita para la localidad era de $18,411. Alrededor del 4.9% de la población estaban por debajo del umbral de pobreza.